# Vinproduktion
Vinproduktion beskriver hur processen med framställning av vin från vindruvor sker. Produktionen kan generellt delas upp i två olika delar. Vinodling kallas odlingen av vin och det arbete som sker i vingården, samt själva skördandet. Det arbete som sker efter skörden som förädlar vindruvorna till färdigt vin kallas vinframställning.
I många fall är det samma företag, tillverkare eller vinbonde som både odlar druvorna och framställer vin av dem. Det förekommer dock att vinbönder enbart är vinodlare, vilket innebär att de säljer sina vindruvor till någon annan som sedan gör vin av dem. Köparen kan vara en annan vinodlare som kompletterar sin egen skörd, eller ett vinföretag som inte själv äger några vingårdar utan köper in alla druvor de gör vin av. I de fall vinbonden säljer sina druvor förekommer både långtidskontrakt och nära samarbete med köparen, och försäljning på respektive skördeårs "spotmarknad". Som ett mellanting mellan att göra vin själv och sälja sina druvor finns vinkooperativ, där ett antal vinodlare har gått samman kring vinframställningen och försäljningen, och oftast anställt utbildade önologer och marknadsförare för dessa uppgifter.

## Vinodling

### Plantering

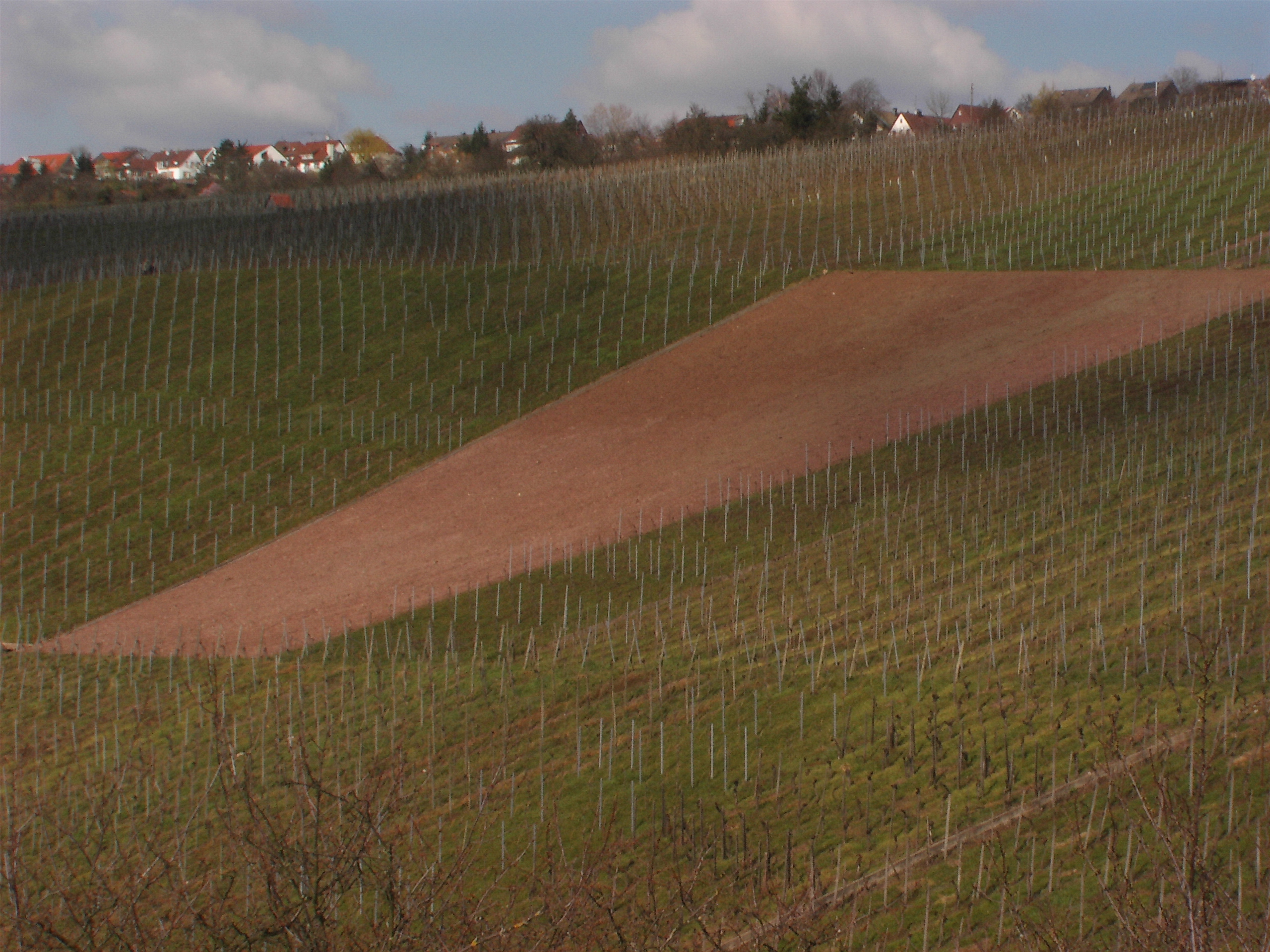
En del av en vingård har förberetts för omplantering. De omkringliggande vinrankorna är stöttade med hjälp av ståltråd.

Vin odlas i kommersiell omfattning i huvudsak mellan trettionde och femtionde breddgraden på norra halvklotet och mellan trettionde och fyrtiofemte breddgraden på det södra halvklotet. Med speciella odlingsmetoder kan det även gå att odla vin utanför dessa områden. Om klimatet är för kallt får druvorna svårt att mogna och får för låg sockerhalt. Detta gäller särskilt blå druvor (rödvinsdruvor) som behöver solexponering för att uppnå skalmognad. Således odlas i huvudsak gröna druvor (vitvinsdruvor) i de svalaste vinområdena. En bidragande orsak är också att druvor odlade i svalt klimat får hög syrahalt, som ofta anses vara mer förenligt med välbalanserade vita än röda viner. Om klimatet är för varmt och soligt fås förvisso söta och mogna druvor, men samtidigt sjunker syrahalten vilket riskerar att ge viner med "syltigare" och plattare smak. När druvor mognar snabbt går också många aromer förlorade; en lång växtsäsong brukar anses ge druvor med elegantare och mer nyanserade aromer. Ytterligare en komplikation med vinodling i tropiskt klimat är att luftfuktigheten ofta är hög, vilket lätt leder till angrepp av röta på druvorna.

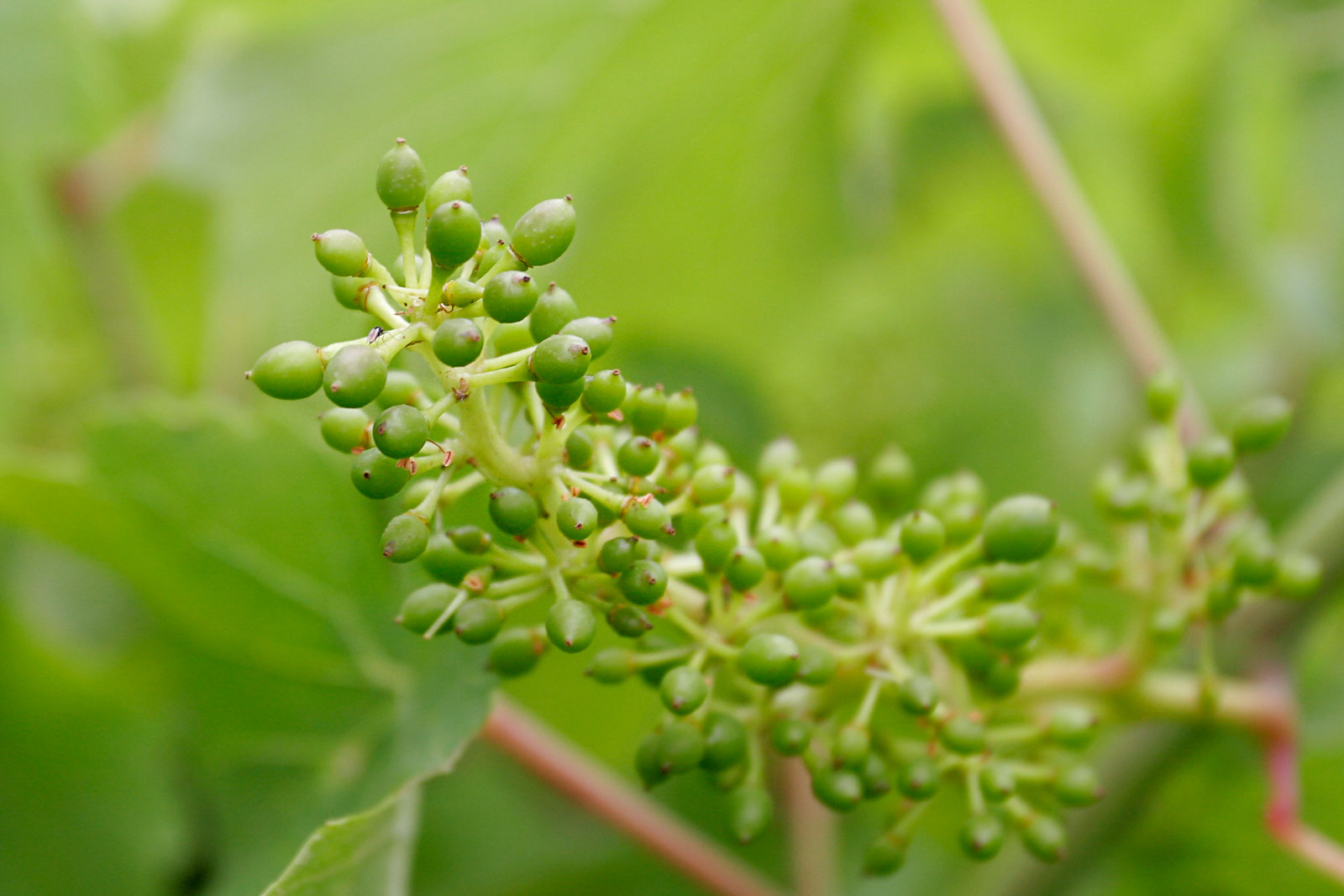
En klase med ännu outvecklade vindruvor

Vid ny- eller omplantering av en vingård måste tillverkaren bestämma sig för vilken druvsort som skall odlas, och vilken klon av denna sort som skall utnyttjas. Detta val påverkas av en mängd faktorer, däribland tillverkarens och regionens tradition och vingårdens förutsättningar i form av klimat och jordmån. Dessutom finns det ofta begränsningar i vilka druvsorter som är tillåtna för att det färdiga vinet skall få använda en viss ursprungsbeteckning eller klassificering. Detta gäller exempelvis inom det franska appellationssystemet. Därutöver måste tillverkaren ta kommersiella hänsyn, och ställa sig frågan vilka viner som går att sälja. Inom vinvärlden finns modetrender som bland annat påverkar vilka druvsorter som är populära vid en viss tid.

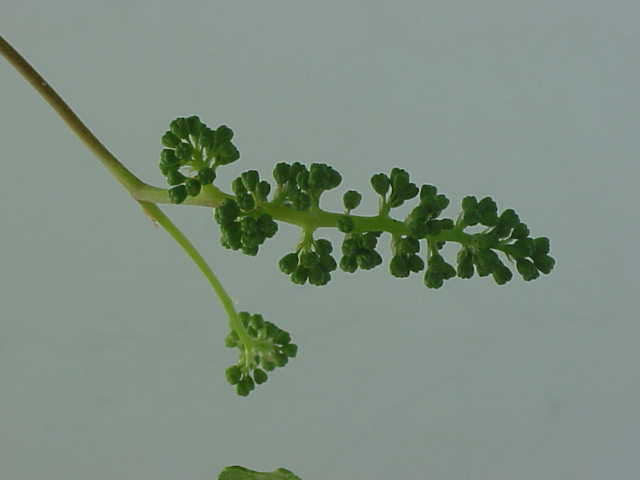
Blomställningar på Vitis vinifera

Eftersom nästan alla vinrankor är ympade på rotstockar av andra arter, är det också nödvändigt att bestämma vilket rotmaterial och klon av detta som skall användas. När dessa val är avklarade beställs denna kombination från en plantskola, normalt ett år före planeringen.
Vinrankorna planteras normalt i rader med någon form av stöttning längs raderna, antingen pålar eller ståltråd. Planteringstätheten kan variera från under 1.000 till över 10.000 vinrankor per hektar, och är i allmänhet lägre i torra områden och i Nya världen, och högre i klassiska vinodlingsregioner i Europa. Sålunda har en typisk fransk vinranka mellan 1 och 2,5 kvadratmeter vingård till sitt förfogande.
Markförberedelserna inför omplantering inkluderar traditionellt även att marken läggs i träda eller används för andra grödor i kanske sex till sju år, i syfte att bli av med nematoder (framför allt av släktet Meloidogyne) som annars kan döda unga vinstockar. Genom att utnyttja desinficering är det möjligt att begränsa tiden då marken ligger i träda i ett år, men vid ekologisk odling undviks detta.

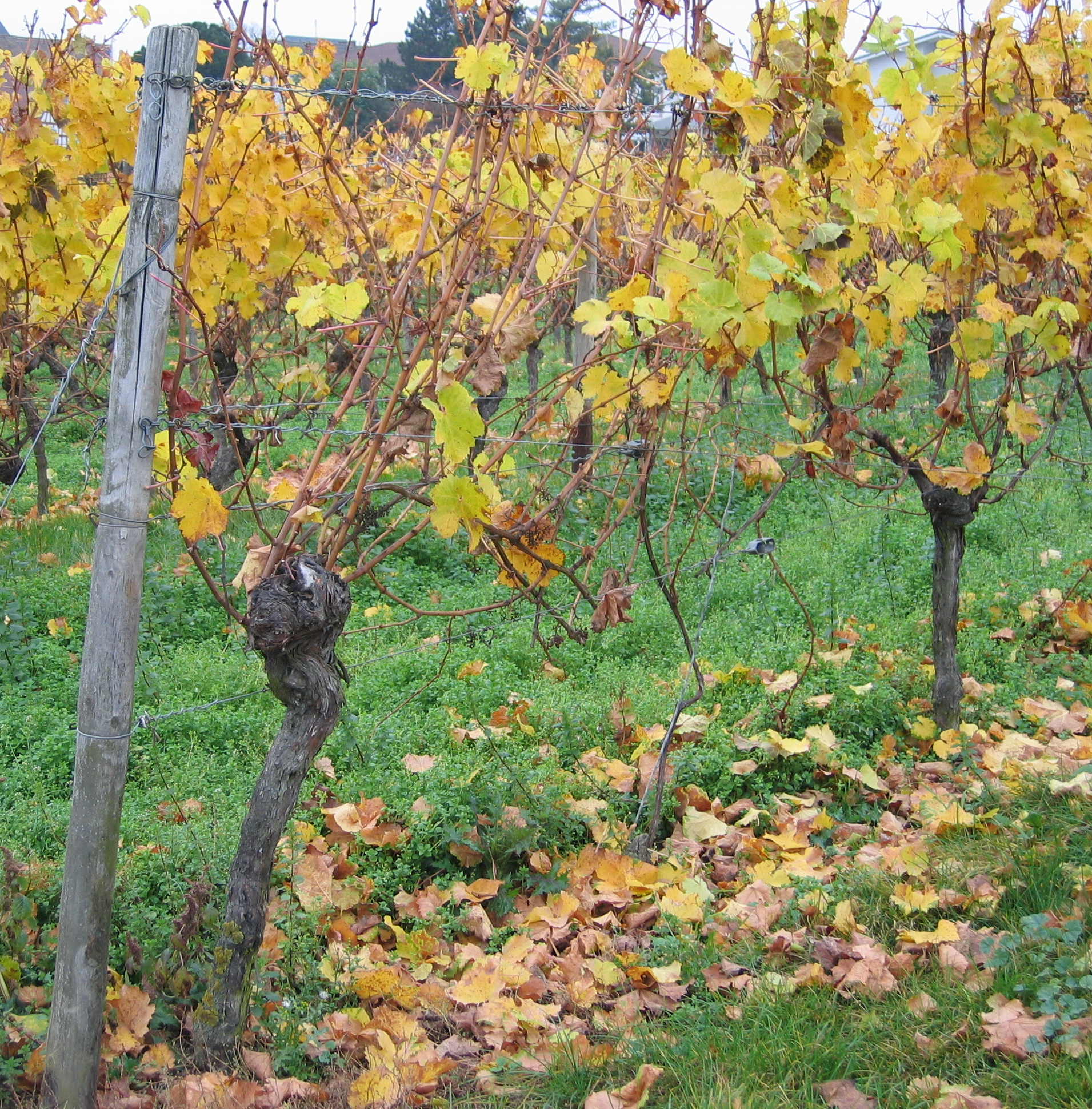
Rieslingrankor av olika ålder. I mitten en ung, mycket tunn vinstock som flankeras av betydligt äldre stockar.

En nyodlad vinranka kan i princip ge druvor redan andra året, men vid kommersiell vinodling tas skörd normalt sett ut först från fjärde eller femte året. De första åren får vinrankan använda sin fulla växtkraft för att växa till och få djupare rötter, så att den blir mer motståndskraftig och grunden läggs för att senare ta ut större skördar från den.
Den tid som en vinranka får stå kvar i vingården innan den rycks upp varierar stort. Vissa tillverkare rycker rutinmässigt upp stockarna efter 25-30 år, samtidigt som det finns över 100 år gamla stockar som används för kommersiell vinodling. När det handlar om kvalitetsviner anses i många fall gamla stockar (på franska vielles vignes, på engelska old vine(s), på tyska alte Reben) ge de bästa vinerna, och har blivit ett försäljningsargument som ofta skrivs ut på etiketten. Gamla stockar ger dock lägre skördar än unga, vilket förklarar varför inte alla tillverkare strävar efter att ha gamla vinstockar. Eftersom det över decennierna dessutom har skett modeväxlingar avseende vilka druvsorter som är populära kan vissa vinstockar bli omoderna med följden att odlaren inte vill ha dem kvar även om de fortfarande kan ge skörd.
I vissa fall skadas eller dör vinstockarna till följd av frost eller angrepp av skadedjur och måste ersättas av detta skäl.

### Skötsel av vingården

En vinranka som har växt med buskbeskärning.

En vinranka som har växt med Cordonbeskärning.

Mycket av arbetet i vingården beror på vinrankans grundläggande egenskaper som snabbväxande klätterväxt, vilket inte minst ställer krav på beskärningsarbete för att inte vingården snabbt skall förvildas och för att vinrankans "växtkraft" skall användas för att producera högkvalitativa druvor. Med fel hantering riskerar vingården annars att bli en odling av lövverk snarare än av vindruvor.
En första omgång av beskärning sker under vintern, sedan vinrankan har fällt sina löv, och en andra omgång av ansning sker under växtperioden. En mängd olika beskärningsformer finns, som innebär att olika antal grenar/skott behålls, och som hänger ihop med den typ av stöttning och uppbindning som man vill ge vinrankan. Exempel är Gobelet, buskbeskärning, då vinrankan får växa utan särskild stöttning, och Cordon de Royat och Guyot, som innebär att vinrankan stöttas med ståltrådar. I franska appellationsbestämmelser föreskrivs ofta vilken beskärningsform som får användas.
En viktig del av beskärningen är att se till att druvklasarna hänger luftigt och oskuggade. Detta gäller inte minst då man odlar blå druvsorter, eftersom druvorna behöver solexponering för att skalen ska mogna och utveckla sin fulla färg.
Eftersom ett för stort skördeuttag brukar ge druvor av lägre kvalitet förekommer det att en del halvmogna druvklasar tas bort under sommaren, om skördemängden ser ut att bli för stor. Detta kallas grön skörd (vendange verte).
Ett visst mått av gödsling är vanligt, och kan variera från begränsade mineraltillskott till mer omfattande användning av konstgödning. Genom att fallna löv och ogräs mellan vinraderna plöjs ner minskar behovet av annan gödning. Vid odling av ekologiska viner utnyttjas naturgödsel och i ambitiösa fall förekommer det att plöjning med häst har återinförts. Konstbevattning förekommer i Nya världen men är mycket ovanligt i Europa, och i allmänhet förbjudet.
Vinrankan behöver också skyddas mot allehanda parasiter och angrepp. Mjöldagg (Oidium) och Vinbladmögel (Peronospora/Mildiou) är svampinfektioner som orsakade enorma problem under andra halvan av 1800-talet, innan man upptäckte att de kunde bekämpas genom besprutning med svavel respektive Bordeauxvätska (en blandning av kopparsulfat och släckt kalk). Koppar är även tillåtet inom ekologisk odling men var i t.ex. Frankrike (år 2016) begränsat till 6kg/hektar och år. År 2020 hade koppar reglerats till 4kg/hektar och år för ekologisk odling. Både mjöldagg, bladmögel och gråröta (Botrytis cinerea) kan annars bekämpas genom besprutning med olika pesticider/fungicider. Även fåglar som vill äta vindruvorna orsakar stora problem, vilket kan förhindras med bland annat nät och fågelskrämmor.

### Årscykeln i vingården
På norra halvklotet kan året i vingården gestalta sig på ungefär följande sätt:
- Januari-februari: beskärning av skott som finns kvar från föregående år
- Mars: nyplantering, när så behövs
- April och framåt: ansning/gallring av oönskade vildskott och sent utvecklade druvor
- Maj: i vissa fall åtgärder mot frostskador på knopparna, bland annat genom vattenbesprutning
- Maj-juli: besprutning mot skadeangrepp
- Juni: uppbindning av skott
- Augusti: de blå druvsorternas färg börjar märkas
- September: skördemånad för de flesta vindruvor i varma områden
- Oktober: skördemånad i svalare områden, för en del sent mognande druvsorter och för sent skördade druvor avsedda för söta viner
- November: vinrankorna tappar sina blad i samband med den första frosten
- December: beskärningen påbörjas eventuellt
- December-januari: skörd av frusna druvor för produktion av isviner

På södra halvklotet är tidpunkterna förskjutna med 6 månader.

### Skörd

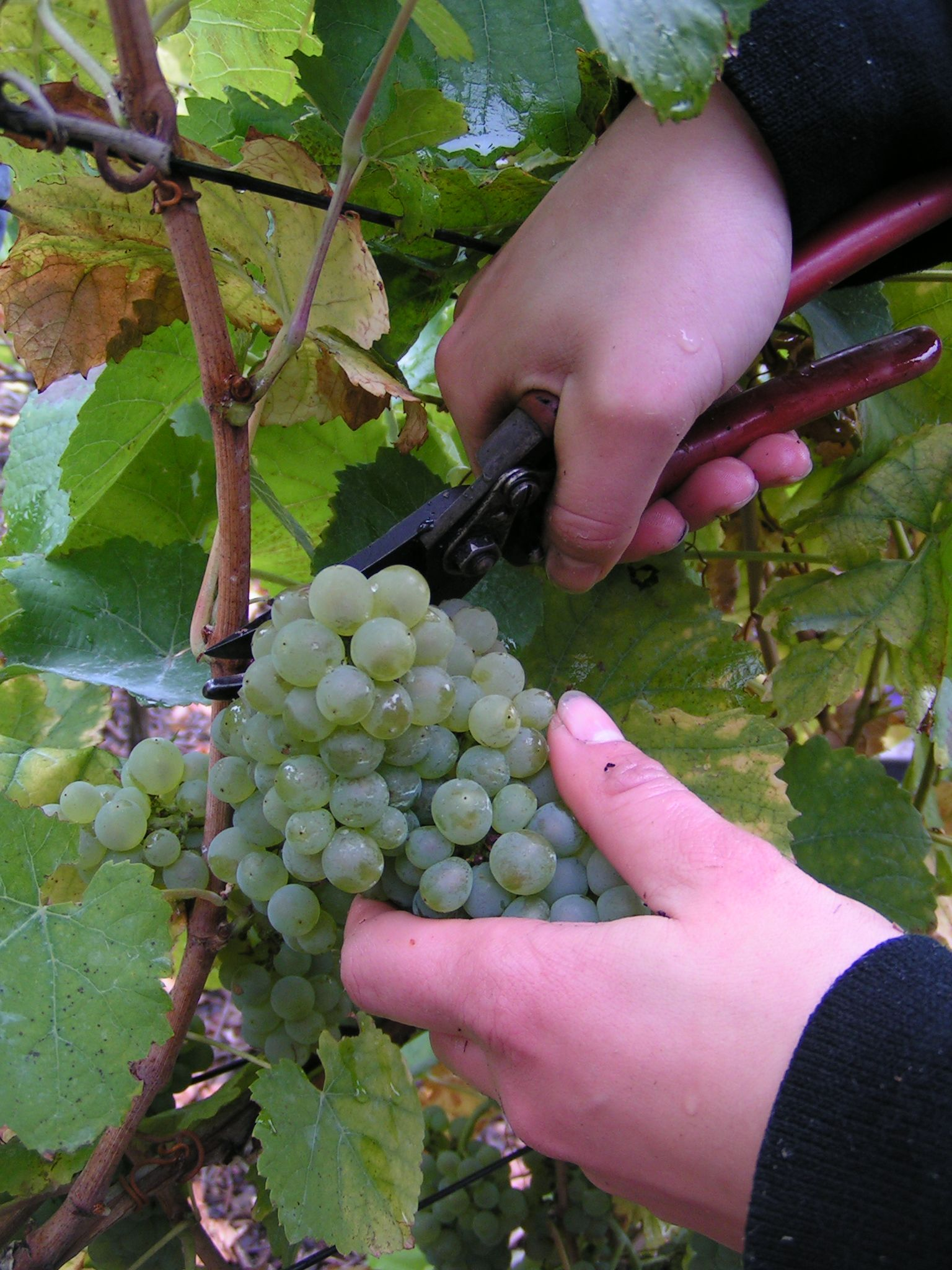
Typiskt tillvägagångssätt vid manuell skörd av vindruvor. En sekatör används för att klippa av stjälken.

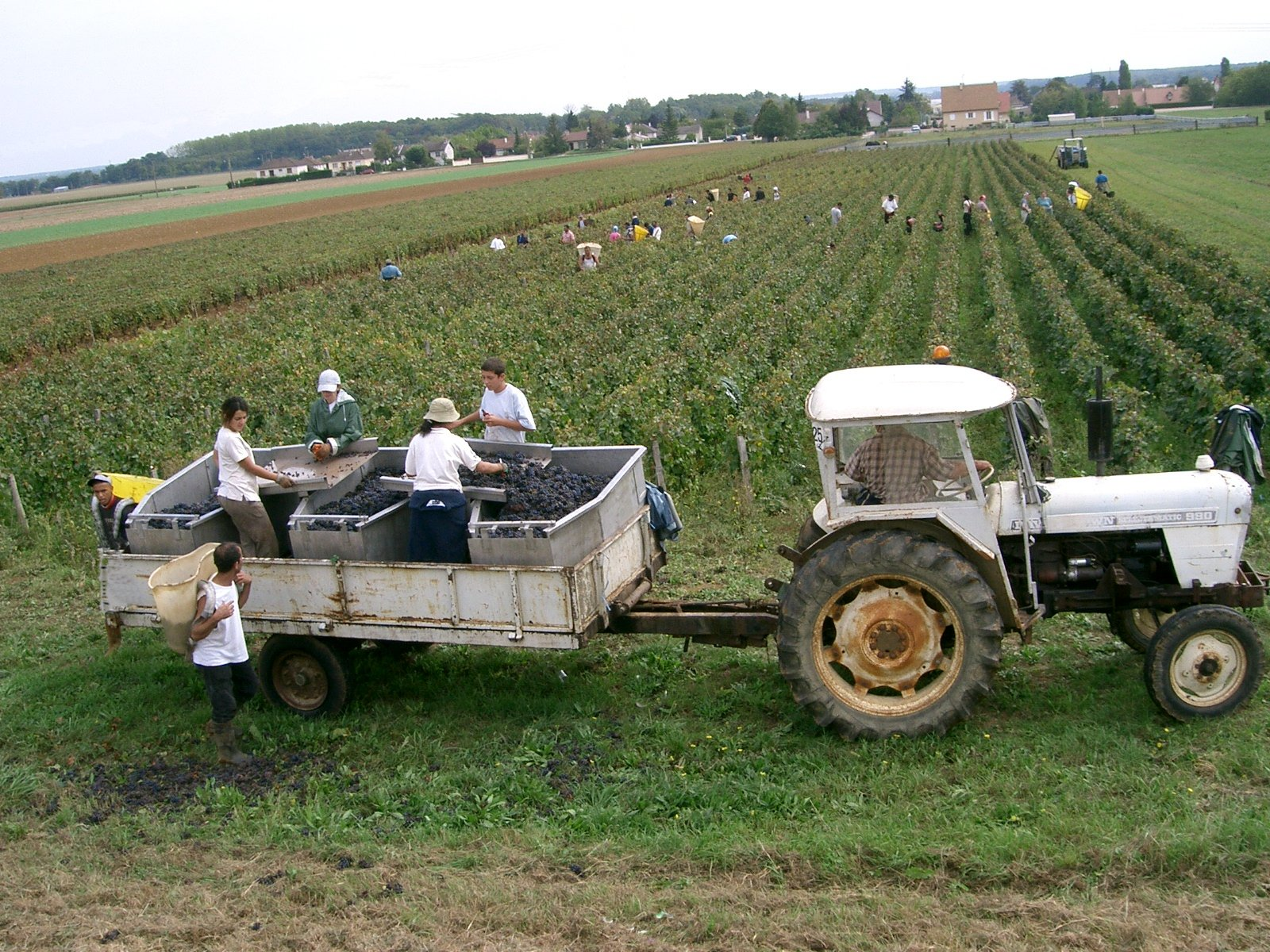
Manuell skörd av vindruvor i Bourgogne

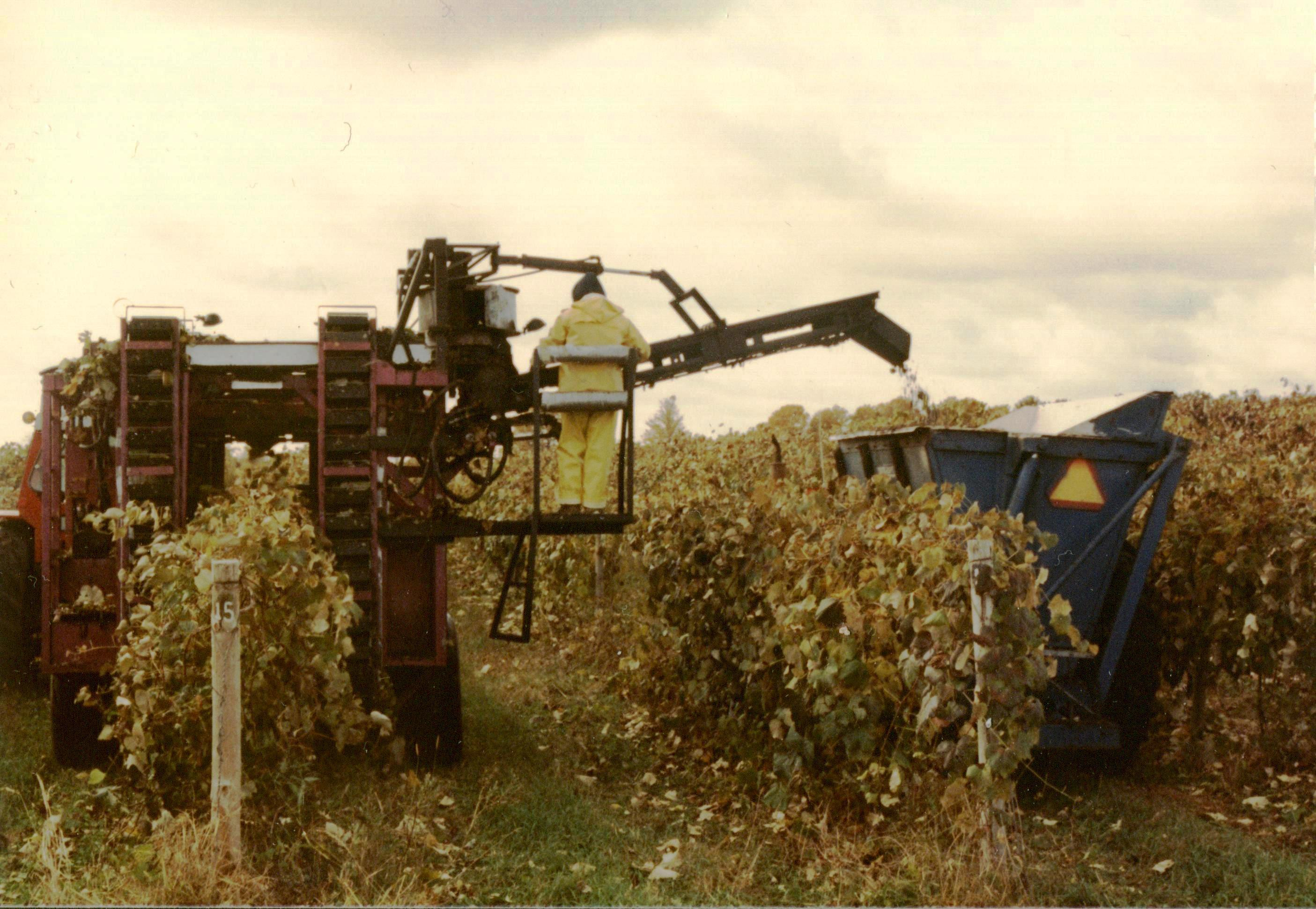
Maskinell skörd av vindruvor

Normalt går det ungefär 100 dagar från vinrankans blomning på våren till vinskörden på hösten, och ungefär 50 dagar efter véraison, den tidpunkt då druvorna börjar skifta färg. Den exakta tidpunkten då skörden sker är väsentlig för att vinet ska bli bra och det hänger på vinodlaren att genom erfarenhet och genom prover på druvorna bestämma denna tidpunkt. Skördas druvorna för tidigt kan vinet få en syrlig och omogen smak, skördas druvorna för sent försvinner en del av vinets syra och spänst.
Skördeuttaget kan mätas på två sätt, antingen i form av den vikt druvor som skördas per areaenhet, eller den volym vin eller must som utvinns per areaenhet. I Europa är det vanligast att använda det senare måttet, och ofta används enheten hektoliter per hektar (hl/ha). I Nya världen är det förra måttet vanligare, och man mäter ofta i ton druvor per hektar eller acre. Skördeuttagen varierar från under 10 hl/ha för vissa ädelsöta viner till långt över 100 hl/ha, inte minst för vingårdar med högavkastande vitvinsdruvor eller som har konstbevattning. 100 hl/ha innebär en liter vin per kvadratmeter. Om en sådan vingård är planterad med 5 000 vinrankor per hektar innebär det ett skördeuttag på två liter vin (knappt tre flaskor) per år, vilket kräver skörd av ungefär tre kilo druvor från denna vinranka. Ofta förknippas viner av hög kvalitet med lågt skördeuttag, men de möjliga skördeuttagen påverkas av många faktorer.
Skörd kan antingen ske för hand eller med maskiner. Maskinskörd medför låga arbetskraftskostnader och går dessutom fort, vilket kan vara en fördel exempelvis om man vill hinna skörda före ett annalkande regn. Maskinskörd förutsätter dock att vingården är relativt plan, och att den är planterad och skött på särskilda sätt. Dessutom skördas alla druvor i en hel rad samtidigt, vilket innebär att det inte blir möjligt att skilja mer respektive mindre mogna druvklasar åt, och maskinskörden är inte särskilt skonsam mot druvklasarna. Eftersom ett urval av dessa faktorer - särskilt solexponerade vinrankor i branta sluttningar, selektiv skörd, försiktig hantering av druvklasarna - ligger till grund för produktion av kvalitetsviner, används maskinskörd huvudsakligen för enklare viner, och en stor del av vinskörden sker fortfarande manuellt, i högre utsträckning än för de flesta andra grödor.
Manuell skörd medför en hög arbetskraftskostnad, och ett behov av att ha tillgång till ett stort antal skördearbetare under en begränsad tid, oftast några veckor. I de flesta västländer har det blivit allt svårare att rekrytera arbetskraft till denna typ av säsongsarbete som innefattar kroppsarbete, och i många länder är man kraftigt beroende av utländsk arbetskraft (från länder med lägre löneläge) för att alls kunna genomföra vinskörden. Exempel på detta är polska skördearbetare i Tyskland och mexikanska skördearbetare i Kalifornien.
Efter skörden är det viktigt att druvorna så snabbt som möjligt transporteras vidare till vinframställningen. Även om målsättningen brukar vara att skörda druvorna så hela som möjligt, är det oftast omöjligt att undvika att en del druvor går sönder redan vid skörd, och att skördebehållarna även innehåller druvsaft i direkt luftkontakt, där diverse oönskade mikroorganismer lätt kan få fäste. På grund av att det finns jästsvampar på vindruvornas skal börjar denna druvsaft också att jäsa, vilket inte heller är önskvärt så länge det finns luftkontakt.

## Vinframställning

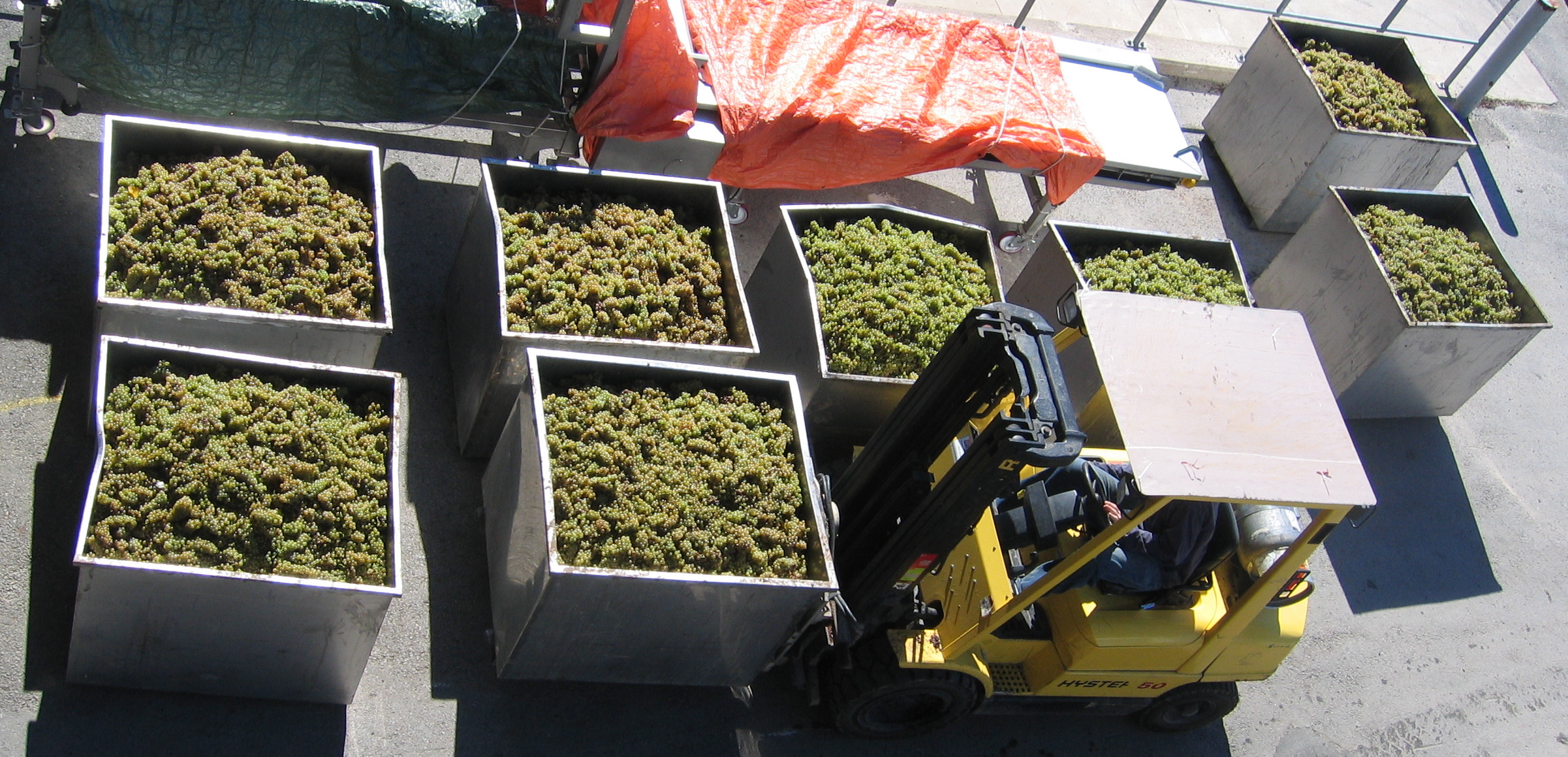
Nyskördade gröna druvor anländer till en anläggning för vinproduktion

Processen för vinframställning skiljer sig åt beroende på vintyp. Vitt vin, rosévin och rött vin framställs på något olika sätt, där det ingår något fler steg i framställningen av rött vin än av vitt vin. För framställning av speciella vintyper som mousserande vin och starkvin tillkommer ytterligare steg.
För det mesta sker samtliga produktionssteg i en och samma anläggning, men det förekommer också att vindruvorna pressas i en produktionsanläggning och att druvsaften därefter transporteras till en annan anläggning för att jäsas där.

### Sortering
Det första steget som vidtar efter att druvorna anländer till vinframställningen är i allmänhet sorteringen. Sorteringen sker i allmänhet vid ett slags löpande band som kallas sorteringsbord. Två slags sortering kan ske. Den enklaste typen av sortering innebär att sådant som har följt med vid skörden, men som inte är vindruvor, exempelvis vinblad, sorteras bort. I andra fall sorteras druvklasarna beroende på druvornas mognad eller andra kännetecken och används för framställning av viner av olika kvalitet. I extrema fall, vid framställning av vissa viner med ädelröta, sker sortering vindruva för vindruva. I sådana fall har sorteringen i allmänhet påbörjats redan i vingården, genom mycket selektiv skörd och genom att druvklasarna klippts isär och lagts i olika behållare. I vissa fall sker ingen sortering alls, utan behållarna med vindruvor går direkt vidare till nästa steg, krossningen.

### Krossning och avstjälkning
Tidigare krossades druvorna genom att fottrampas, men detta är numera mycket ovanligt. En särskild maskin krossar druvorna samtidigt som stjälkarna skiljs bort. Resultatet blir en blöt och kladdig massa som består av en blandning av ljus druvsaft, fruktkött, kärnor och ljusa eller mörka skal, beroende på vilka druvor det är som har krossats. Efter krossningen pressas vanligen druvorna direkt, om det handlar om vitvinsframställning, medan macerationen vidtar om det handlar om rödvinsframställning. 

### Maceration

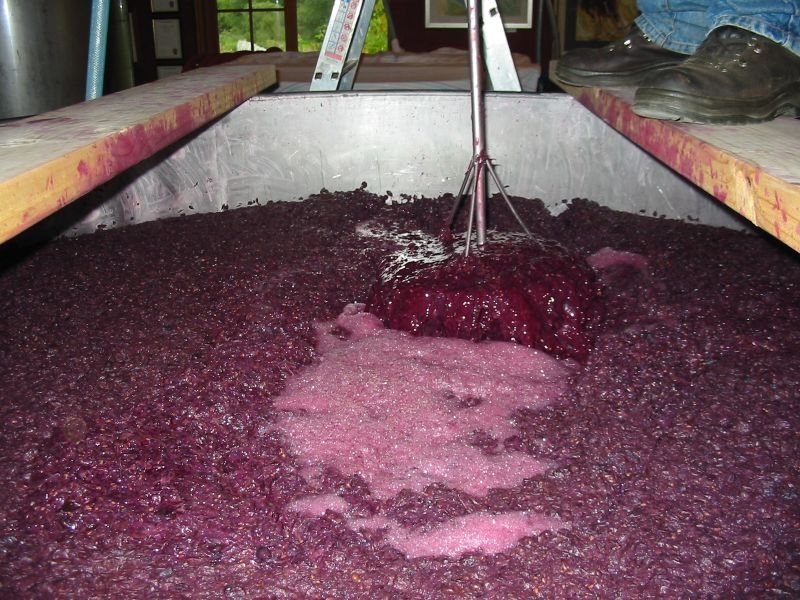
Nedpressning av "mössan" i samband med maceration av rött vin

Eftersom vindruvornas färgämne sitter i druvskalen, och många av de ämnen som ger vinet smak (exempelvis tanniner) sitter i kärnorna eller skalen, är det vid framställningen av rött vin och rosévin nödvändigt att låta skalmassan lakas ur (eller macereras) under en tid innan druvmusten skiljs av. Ju längre macerationstid, desto mer färg och desto kraftigare smak får vinet. En alltför lång macerationstid kan dock ge alltför mycket bittra smakämnen åt vinet. För rosévin kan macerationstiden röra sig om 8 - 24 timmar och för rött vin från fyra dagar till ett par månader.
Under macerationen har skalmassan en tendens att flyta upp och lägga sig ovanpå druvmusten. För att detta inte ska förhindra urlakningen är det därför nödvändigt att endera pumpa upp druvmusten och skölja den över skalmassan, eller att pressa ner skalmassan i vinet med jämna mellanrum.
Vid framställning av vita viner sker för det mesta ingen maceration, utan pressningen sker direkt. I vissa fall genomförs även för vita viner en kortare maceration i syfte att utvinna mer aromämnen, vilket ger ett kraftigare vitt vin. Denna procedur kallad macération pelliculaire och pågår ungefär lika länge som rosévinernas maceration.

### Pressning

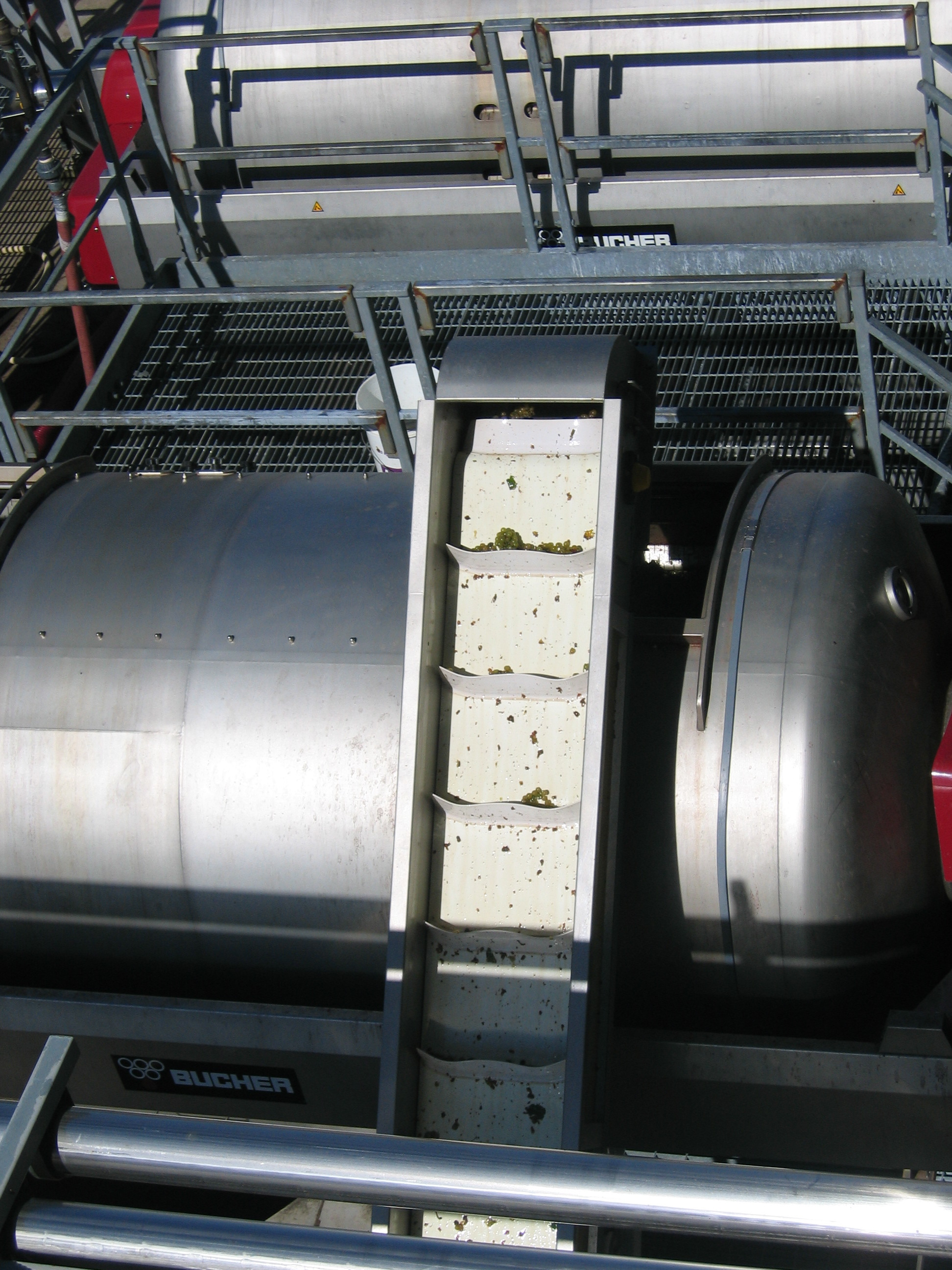
Utsidan på en horisontell pneumatisk vinpress som också är försedd med transportband för druvor

Pressningen syftar till att skilja vindruvornas saft, som i vintillverkningssammanhang kallas (druv)must, från skalmassan. Vid framställning av vita viner pressas druvorna normalt direkt efter avstjälkning och krossning, medan röda viner pressas först efter en tids maceration. Det finns vinpressar av en mängd olika utföranden som skiljer sig åt med avseende på hur effektivt druvmusten kan pressas ut och hur skonsamt detta sker. En vanlig typ av vinpress hos större vintillverkare är en horisontell pneumatisk press som består av en stor, uppblåsbar gummiballong inuti en liggande metallcylinder. Druvorna pressas mellan ballongen och metallväggen, och denna press anses relativt skonsam. Det man normalt vill undvika är att druvkärnorna krossas vid pressningen, för då brukar vinet få en bitter och otrevlig smak. Av detta skäl skiljer man ofta på den först pressade druvmusten och en eller flera fraktioner av pressvin, som ibland blandas in i det övriga vinet för att ge en robustare smak, men ibland används för att tillverka ett sämre vin av.
I Champagne har man reglerat hur mycket druvmust som får pressas ur druvorna: ur 4 000 kg druvor får 2 550 liter pressas, varav de första 2 050 litrarna kallas cuvée och de därpå följande 500 litrarna kallas taille ("svansen") och knappast någon tillverkare med självaktning erkänner att de använder taille-must i sin champagne.
De pressrester som finns kvar när druvmusten skiljts av innehåller fortfarande en hel del socker som kan jäsas till sprit, och utnyttjas därför som råvara för tillverkning av grappa (Italien), marc (Frankrike), Tresterbrand (Tyskland) Chacha (ჭაჭა, Georgien) och restu (Gotland).

### Jäsning

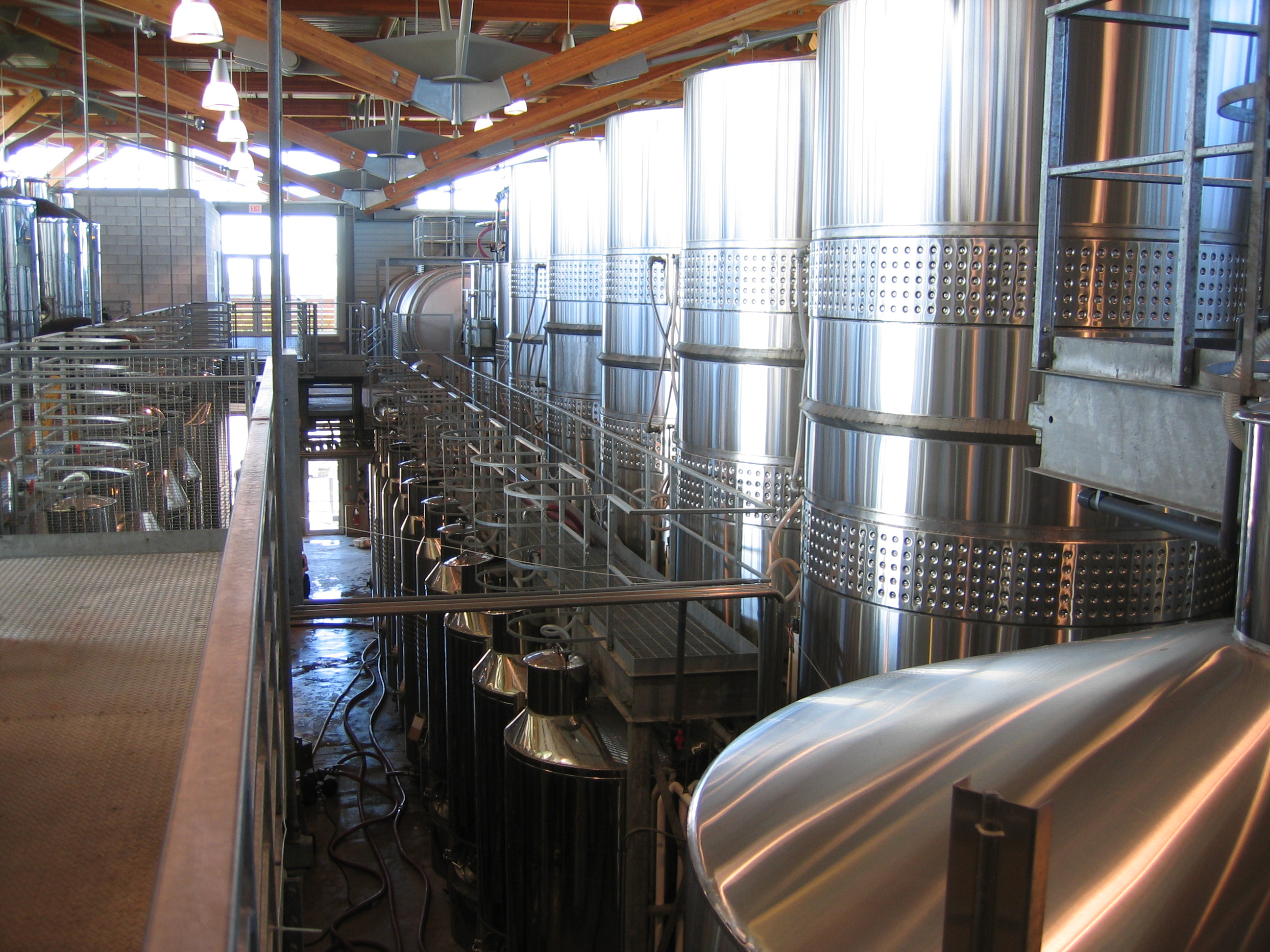
Temperaturkontrollerade jäsningstankar i rostfritt stål är typisk utrustning hos de flesta välutrustade vintillverkare

Det centrala momentet vid vinframställning är alkoholjäsningen av druvmusten, eftersom vin definitionsmässigt är jäst druvmust. Jästsvampar förekommer naturligt på vindruvans skal, i ett vaxartat skikt, och så snart druvorna krossas sätter jästsvamparna igång med att göra om sockret i druvan till alkohol (etanol). Ofta används speciellt framodlade jästsvampar som tillsätts till druvmusten, men många av de högst ansedda vinerna jäses med den naturliga jästen från skalet. Svaveldioxid tillsätts ofta, dels för att trycka tillbaka oönskade jäststammar "vildjäst", men framför allt för att skydda vinet från oxidation. Vinjästen i sig kan bidra med olika smaker till vinet såsom smör och banan.
Temperaturen är viktig vid jäsningen. Oftast kyls jästanken ned något eftersom jäsningsprocessen bildar värme. Rött vin jäser vid cirka 25–34 °C. Vid högre temperatur urlakas mer färgämne och mer garvsyror, så kallade tanniner från druvornas skal. Vitt vin jäser vid cirka 18 °C, ibland ännu svalare.
Vid jäsning av rött vin flyter skal och kärnor upp till ytan och bildar ett lock över musten. För att färg och tanniner skall lakas ur och för att undvika att ättiksyra bildas måste man trycka ned detta lock i musten en eller flera gånger dagligen. Man kan även pumpa upp vin från botten av jästanken och låta det sippra ned genom locket.
Jäsningen fortgår tills sockret tagit slut eller, vid framställning av vissa starkviner, tills alkoholhalten blivit så hög att jästsvamparna dör. Jäsningen kan också avbrytas innan allt socker har jäst genom tillsats av svaveldioxid eller centrifugering av musten. Ytterligare ett sätt att avbryta jäsningen är att tillsätta sprit, oftast vindestillat. I regel görs detta för att få antingen starkvin, eller för att få söta viner som har kvar mycket av sin naturliga sötma eftersom jäsningen stoppas innan allt socker omvandlats till alkohol. 
Alkoholhalten som fås genom jäsningen bestäms av mängden socker i musten. Om ett alkoholstarkare vin önskas kan extra socker sättas till före eller under jäsningen, så kallad chaptalisering. Detta praktiseras framför allt i svalare vinregioner, och mängden socker som får tillsättas är normalt begränsad av vinlagstiftningen i landet. Sockret tillsätts normalt i form av "vanligt" rörsocker, men även koncentrerad druvmust kan förekomma. För starkviner beror alkoholhalt på mängden och koncentrationen av den starksprit som tillsätts och vinets egen alkoholhalt när jäsningen avbryts.  
Flertalet viner genomgår en andra, så kallad malolaktisk jäsning, under vilken mjölksyrabakterier omvandlar den hårda äppelsyran till mjukare mjölksyran. Detta ger vinet mindre syra och ibland även en högre grad av komplexitet.

### Fatlagring
De flesta röda viner lagras en tid före buteljering. Lagringen sker på ståltankar, och för många högklassiga viner lagras vinet även på ekfat, för att vinet ska få en angenämare och mer komplex smak. Ekfatslagringen gör också vinet mer lagringsbeständigt. Riojaviner kan lagras fem år eller mer på fat (så kallad Gran Reserva) oftast på fat från amerikansk vitek, vilket ger vinet en ton av vanilj. Bordeauxviner lagras oftast 18-24 månader på ekfat av fransk ek. Vid så lång lagring är det vanligt med så kallade "omdragningar", då vinet försiktigt pumpas över till ett nytt fat varvid fällningen får stanna kvar på det gamla.

### Klarning
Efter jäsningen klarar man vinet för att ge det ett mer aptitligt utseende. En vanlig metod för att klara rött vin är att tillsätta vispad äggvita eller bentonit som båda drar åt sig de fasta partiklarna. Oftast filtreras också vinet före buteljering, ett förfarande som tar bort en del av smakämnena.

### Blandning
Processen att blanda vinet är en mycket viktig uppgift för vinmakaren och många viner är blandningar av något slag. Blandning görs exempelvis av olika druvor som kompletterar varandra. Det går även att blanda druvor av samma slag från olika lägen inom vingården eller från olika delar av ett distrikt. Olika syften med att blanda viner är att få fram nya smakdimensioner, få en jämnare kvalitet eller en enhetlig stil eller för att balansera olika druvors specifika drag. Sedan tillsätter man lite socker för den lilla "touchen" och för sötman.

### Buteljering och lagring på flaska

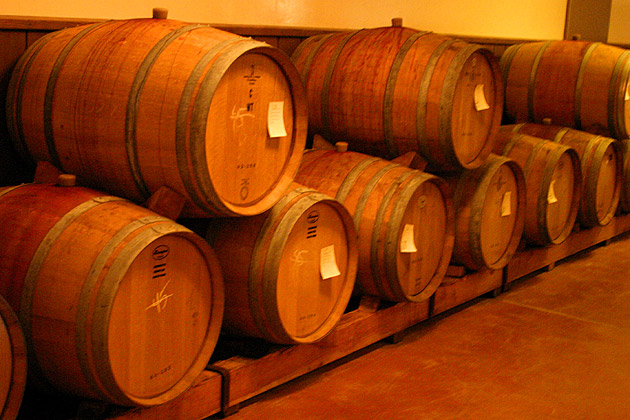
Lagring på ekfat

Efter klarning buteljeras vinet. På 1800-talet kom man på att vinerna kunde utvecklas och bli bättre om de lagrades på flaska under några år. Framförallt kraftiga och sträva röda viner vinner på lång tids lagring. Bättre sorter kan vid bra årgångar utvecklas under decennier på flaska. Ett vins lagringstålighet beror till största delen på druvsort och hur mycket tanniner och syra som finns i vinet. Lagringståliga druvor är till exempel Cabernet Sauvignon och Syrah för röda viner och Riesling för vita.

## Emballage
Vin fås till övervägande del i flaskor av mörkt glas. Det mörka glaset skyddar vinet mot ljus. Många vindistrikt har av tradition använt flaskor av bestämd form eller färg. Traditionellt försluts flaskan med en kork men korkar av andra material är på stark frammarsch som plastkork eller skruvkork av metall. Viner i kartong ökar i popularitet, främst på grund av den praktiska förpackningen. Allt bättre viner finns att tillgå i bag-in-box. Vin tappat på damejeanne säljs sällan i Sverige. Vin som importerats och tappas på flaskor i försäljningslandet kallas härtappade.